# Jan Blokhuijsen
Jan Blokhuijsen (* 1. April 1989 in Zuid-Scharwoude) ist ein niederländischer Eisschnellläufer, der sich auf die Langstrecken und den Teamwettbewerb spezialisiert hat.
Bei den Junioren gewann Blokhuijsen 2007 und 2008 insgesamt drei Weltmeistertitel. Er war zweimal im Teamwettbewerb und einmal im Mehrkampf erfolgreich.
Blokhuijsen hat an den Olympischen Winterspielen 2010 in Vancouver teilgenommen. Im Teamwettbewerb gewann er zusammen mit Sven Kramer und Mark Tuitert die Bronzemedaille.
Seinen bisher größten Erfolg erreichte Blokhuijsen bei der WM 2012 in Heerenveen, wo er ebenfalls im Teamwettbewerb zusammen mit Sven Kramer und Koen Verweij die Goldmedaille gewann. In gleicher Besetzung gelingt bei der WM 2013 in Sotschi die erfolgreiche Titelverteidigung.
Blokhuijsen studiert Geschichte an der Reichsuniversität Groningen.

## Weltcupsiege im Team
| Nr. | Datum             | Ort            | Disziplin         |
| --- | ----------------- | -------------- | ----------------- |
| 1.  | 15. November 2009 | Heerenveen     | Teamverfolgung 1  |
| 2.  | 6. Dezember 2009  | Calgary        | Teamverfolgung 2  |
| 3.  | 20. November 2011 | Tscheljabinsk  | Teamverfolgung 3  |
| 4.  | 4. Dezember 2011  | Heerenveen     | Teamverfolgung 3  |
| 5.  | 11. März 2012     | Berlin         | Teamverfolgung 4  |
| 6.  | 17. November 2012 | Heerenveen     | Teamverfolgung 5  |
| 7.  | 1. Dezember 2012  | Astana         | Teamverfolgung 6  |
| 8.  | 8. März 2013      | Heerenveen     | Teamverfolgung 7  |
| 9.  | 9. November 2013  | Calgary        | Teamverfolgung 5  |
| 10. | 16. November 2013 | Salt Lake City | Teamverfolgung 5  |
| 11. | 7. Dezember 2013  | Berlin         | Teamverfolgung 8  |
| 12. | 15. März 2014     | Heerenveen     | Teamverfolgung 9  |
| 13. | 4. Dezember 2015  | Inzell         | Teamverfolgung 10 |
| 14. | 11. Dezember 2015 | Heerenveen     | Teamverfolgung 11 |
| 15. | 11. März 2016     | Heerenveen     | Teamverfolgung 10 |
| 16. | 2. Dezember 2017  | Calgary        | Teamverfolgung 5  |